# Али ибн аль-Фадль
Али ибн аль-Фадль аль-Джайшани (араб. علي بن الفضل الجيشاني‎; ум. 28 октября 915 года) — даи (проповедник) исмаилитов в Йемене. Вместе с Ибн Хаушабом возглавил кампанию по завоеванию и обращению страны в конце VIII — начале IX века. В дальнейшем вступил с ним в конфликт после того, как глава Фатимидской династии Убайдаллах отказался ждать махди и провозгласил мессией самого себя. Али ибн аль-Фадль выступил против этого. Конфликт между крупнейшими миссионерами региона привёл к ослаблению позиций исмаилитов и скорому их падению.

## Происхождение и ранние годы
Али ибн аль-Фадль происходил из йеменского шиитского племени сабеев. Он родился в IX веке в деревне Сухайб недалеко от города Джайшан (ныне этот город разрушен, располагался недалеко от современной Каатабы) на юге региона. В 880 году вместе с другими членами своего племени он отправился в паломничество в Мекку. Оттуда Ибн аль-Фадль продолжил путь на север, где собирался посетить шиитскую святыню Кербелу в Ираке. Именно там его горячую преданность перед гробницей Хусейна ибн Али и заметил даи исмаилитов Ахмед ибн Абдуллах аль-Маймун, который завербовал Ибн аль-Фадля на свою сторону.
В это время доминирующий двунадесятный шиизм находился в глубоком кризисе. В 874 году одиннадцатый имам Хасан аль-Аскари, не имевший потомков мужского пола, бесследно исчез. Многие шииты были деморализованы из-за политического бессилия и молчаливости руководства двунадесятников по отношению к «узурпаторам-суннитам». В этой обстановке хилиазм исмаилитов, проповедовавших скорое возвращение махди и начало новой мессианской эры справедливости и откровения истинной религии, был очень привлекателен для недовольных шиитов.

## Миссия в Йемене
Обращение Ибн аль-Фадля в исмаилизм открыло перспективу дальнейшего расширения влияния исмаилитов в Йемене. Для достижения этой цели аль-Джайшани объединился с другим новообращённым, Ибн Хаушабом. Вместе они отправились в Эль-Куфу, где присоединились к каравану паломников. Без особого труда смешавшись с толпой людей, прибывающих со всех стран исламского мира, они смогли передвигаться анонимно. Завершив ритуалы в ходе паломничества, в августе 881 года двое мужчин прибыли в Йемен. Он в то время был одной из наиболее неспокойных провинции Аббасидского халифата. Власть халифа здесь была слаба и традиционно ограничивалась лишь столицей региона, Саной, в то время как в остальной части страны продолжались меж- и внутриплеменные конфликты, иногда начавшиеся ещё в доисламские времена. Ко времени прибытия проповедников (начало 268 года хиджры) страна к тому же была политически нестабильна и раздроблена и де-факто лишь частично находилась под суверенитетом Аббасидов. Подавляющая часть её внутренних регионов принадлежала династии Яфуридов, которая, будучи суннитской, признавала верховенство халифов. После того, как в 861 году её представители захватили Сану, их власть распространилась от Саады на севере до Джанадии (к северо-востоку от Таиза) на юге и Хадрамаута на востоке. Их главные оппоненты, династия Зиядидов, также номинально лояльная халифату, удерживала Забид на западной прибрежной равнине и временами захватывала под свой контроль значительные территории внутри страны. Ещё одна семья, Манахи, правила южным нагорьем вокруг Таиза. В то же время север принадлежал группе враждующих между собой племён, не терпевших главенства над собой и никому не подчинявшихся. Отсутствие политического единства, труднодоступная местность и в целом удалённость провинции от центра халифата наряду с укоренившимися среди местного населения симпатиями к шиизму делали Йемен наиболее плодородной территорией для любого харизматичного лидера, который обладал достаточным упорством и проницательностью для реализации своих амбиций.
Пройдя через Сану и Джанадию, Ибн Хаушаб и Ибн аль-Фадль на некоторое время задержался в Адене. Здесь проповедникам пришлось расстаться. Аль-Джайшани вернулся в свой родной регион на юге страны и начал самостоятельную проповедь в горах Джебель-Яфии. Сначала он прибыл в аль-Ганад, затем добрался до Абьяна, а затем направился в горы. Здесь он стал активно распространять своё вероучение среди шиитских племён, грабя непокорных именем джихада. Вскоре он смог заручиться поддержкой правителя поселения Музайхира. При его помощи Ибн аль-Фадль провёл несколько удачных походов в земли эмира Лахджа, который контролировал высокогорье к северу от Адена. В это же время Ибн Хаушаб создал ещё один оплот исмаилитской власти на севере страны, в горах к северо-западу от Саны. Вдвоём они вели проповедь веры в скорое пришествие махди, привлекая на свою сторону всё большее количество сторонников. В 897 году, когда исмаилитам удалось подчинить своему влиянию значительную часть страны, в Йемене появился ещё один шиитский лидер, Аль-Хади иля-ль-Хакк Яхья, представитель соперничавшего с исмаилитами шиитского течения зейдитов, который основал государство со столицей в Сааде и провозгласил себя имамом.
Согласно первоначальной доктрине исмаилизма, ожидаемым махди был Мухаммад ибн Исмаил. Но в 899 году течение оказалось расколото из-за того, что будущий первый фатимидский халиф Убайдаллах отказался от идеи ожидания возвращения Ибн Исмаила и провозгласил махди себя. И Ибн Хаушаб, и Ибн аль-Фадль первоначально остались верны ему, в то время как в землях Бахрейна зародилось движение раскольников-карматов, не согласных с личностью нового махди. Вскоре Убайдаллах был вынужден бежать из своей базы в Саламии в Леванте. Первоначально он раздумывал, основаться ему в Йемене, или в Магрибе, поскольку в обоих регионах успешно действовали исмаилитские миссии. Принимая во внимание более поздние события, немецко-американский историк-востоковед Вильферд Маделунг предполагает, что именно сомнения в лояльности Ибн аль-Фадля, возможно, сыграли роль в его окончательном решении выбрать Магриб в качестве плацдарма для халифата. Действительно, исмаилитский вождь даи Фируз, который в Саламии был главным доверенным лицом аль-Махди, оставил последнего в Египте и присоединился к Ибн аль-Фадлю.
25 января 905 года Ибн аль-Фадль изгнал правителя Музайхиры и сам занял крепость. Оба исмаилитских даи отныне использовали политическое разделение страны для расширения своих владений: в ноябре 905 года Ибн аль-Фадль захватил Сану, что позволило Ибн Хаушабу, в свою очередь, подчинить Шибам. За исключением зейдитской Саады на севере, зиядидского Забида на западном побережье и Адена на юге, весь Йемен теперь находился под контролем исмаилитов. В конце 905 года, впервые после приезда в Йемен 25 лет назад, проповедники встретились в Шибаме. Маделунг отмечает, что встреча была «явно не из простых», поскольку Ибн Хаушаб предостерёг Ибн аль-Фадля от чрезмерного расширения своих владений, на что последний не обратил внимания. Именно он был наиболее активным из них в последующие годы и проводил активные завоевательные кампании по всей стране, захватывая земли тех, кто всё ещё выступал против исмаилитов и нового махди.
В начале/середине 906 года Ибн аль-Фадль и Ибн Хаушаб захватили Сану и Шибам у зейдитского имама аль-Хади. Но эти земли они удерживали недолго, поскольку Шибам был вновь отбит в конце 906 года, а Сана — в апреле 907 года. В июне или июле 910 года, после того, как зейдиты ушли из Саны, люди Ибн Хаушаба вновь ненадолго заняли город, но не смогли удержать его из-за своей малочисленности. Его захватил суннит Асад ибн Ибрахим из династии Яфуридов. Но следом, в августе 911 года, его вновь выбил из города Ибн аль-Фадль.

## Восстание против аль-Махди
В этот момент Ибн Хаушаб вновь публично поклялся в верности аль-Махди, который в 909 году открылся и основал Фатимидский халифат. В противовес ему Ибн аль-Фадль отказался от клятвы и объявил законным махди себя. Точная причина его поступка остаётся неизвестной. Среди возможных вариантов исследователи называют личные амбиции или разочарование в аль-Махди. Последнее могло наступить после того, как он послал явно поддельную генеалогию династии в Йемен и заявил, что его приход должен был стать не началом последних дней, как это было предначертано, а лишь «эпохой обновления ислама» и предвестником возвращения «законных властителей общины» поскольку ожидал, что после того, как Фатимиды покорят Египет, они объединятся с йеменскими сторонниками. Однако это во многом противоречило милленаристским ожиданиям, что были возложены на него. Исламовед Фархад Дафтари назвал аль-Фадля «классическим карматом», указывая, что его позиция во многом схожа с позицией тех представителей этого течения, которые в 899 году отделились от исмаилитов.
Ибн Хаушаб отверг требования бывшего союзника присоединиться к нему и раскритиковал его решение о предательстве Убайдаллаха. В ответ Ибн аль-Фадль выступил против него с армией. Он захватил Шибам и Джабаль-Зухар, после чего выиграл несколько сражений и блокировал Ибн Хаушаба в Джабаль-Масвар. После восьми месяцев осады последний запросил мир на любых условиях и передал своего сына Джафара в заложники. Через год тот вернулся домой с золотым ожерельем в качестве дара.
31 декабря 914 года Ибн Хаушаб скончался, а 28 октября следующего года умер и Ибн аль-Фадль. Это привело к возникновению «вакуума власти», которым достаточно скоро воспользовался правитель династии Яфуридов Асад ибн Ибрахим, который ранее признал главенство Ибн аль-Фадля и благодаря этому остался правителем Саны. В январе 916 года он начал отвоёвывать крепости, захваченные исмаилитами в предыдущие годы. Сын и преемник Ибн аль-Фадля не смог остановить его наступление, и 6 января 917 года войска Яфуридов подчинили Музайхиру, захватив в заложники двух сыновей и трёх дочерей покойного правителя. После возвращения в Сану Асад казнил обоих мужчин и двадцать их последователей. Их головы он отправил аббасидскому халифу в Багдад в качестве формального доказательства своей преданности. При этом, в отличие от потомков Ибн аль-Фадля, потомки Ибн Хаушаба смогли устоять, и благодаря общины исмаилитов на севере Йемена остаются и по сей день.

### Книги
- Пиотровский М. Б. Первое исмаилитское движение // Южная Аравия в раннее средневековье : Становление средневекового общества / Отв. ред. П. А. Грязневич. — М.: Наука (ГРВЛ), 1985. — С. 127—131. — 224 с.
- Arendonk Cornelis van. De opkomst van het Zaidietische imamaat in Yemen (нид.). — Leiden: E.J. Brill, 1919. — XVI, 346 p. — (Publication of the De Goeje Fund).
- Brett Michael. The Fatimid Empire (англ.). — 1st ed. — Edinburgh: Edinburgh University Press, 2017. — 352 p. — (Edinburgh History of the Islamic Empires). — ISBN 0-748-64076-2. — ISBN 978-0-7486-4076-8.
- Daftary Farhad. The Isma‘ilis : Their History and Doctrines (англ.) / foreword by Wilferd Madelung. — 2nd revised ed. — Cambridge: Cambridge University Press, 2007. — 796 p. — ISBN 978-0-521-85084-9.
- Halm Heinz. Das Reich des Mahdi : Der Aufstieg der Fatimiden (нем.). — München: C.H.Beck, 1991. — 470 S. — ISBN 3-406-35497-1. — ISBN 978-3-406-35497-7.
- Landau-Tasseron Ella. Arabia // The Formation of the Islamic World, Sixth to Eleventh Centuries (англ.) / ed. by Chase F. Robinson[англ.]. — Cambridge: Cambridge University Press, 2010. — P. 397—447. — 783 p. — (The New Cambridge History of Islam, vol. 1A). — ISBN 978-0-521-83823-8.

### Статьи
- Eagle A. D. B. R. Al-Hādī Yahyā b. al-Husayn b. al-Qāsim (245–98/859–911) : A Biographical Introduction and the Background and Significance of his Imamate (англ.) // New Arabian Studies. In 6 Volumes. — Exeter: University of Exeter Press, 1994. — Vol. II. — P. 103—122. — ISSN 1351-4709.
- Langroudi Reza Rezazadeh. The Qarmaṭī Movement of ʿAlī b. al-Faḍl in Yemen (268—303/881—915) (англ.) // Studia Islamica  / Editor-in-Chief: Houari Touati. — Leiden: Koninklijke Brill, 2014. — November (vol. 109, no. 2). — P. 191—207. — ISSN 0585-5292. — doi:10.1163/19585705-12341302. — JSTOR 43577567.
- Manṣūr al-Yaman / Madelung W. // Encyclopaedia of Islam. 2nd ed :  [англ.] : in 12 vol. / edited by C. E. Bosworth; E. van Donzel & Ch. Pellat. Assisted by F. Th. Dijkema and S. Nurit. With B. Lewis (pp. 1—512) and W. P. Heinrichs (pp. 513—1044). — Leiden : E.J. Brill, 1991. — Vol. 6. — P. 438—439. (платн.)